# Giant Robot
Giant Robot – fiński zespół wykonujący mieszankę rocka, dubu i dance.

## Skład zespołu

### Obecni członkowie
- Abdissa Assefa - perkusja
- Petro Niiniluoto - gitara
- Kim Rantala - instrumenty klawiszowe
- Tuomas Toivonen - śpiew
- Aleksi Tolonen - gitara basowa
- Arttu Tolonen - gitara

### Byli członkowie
- Kristjan Eldjarn
- Teemu ”t-mu” Korpipää
- Zarkus Poussa
- Sami Juhani Vepsä

## Dyskografia

### Albumy studyjne
- Giant Robot (1996)
- Crushing You with Style (1999)
- Superweekend (2002)
- Domesticity (2004)

### Single i minialbumy
- 33 RPM Robotics (1997)
- Helsinki Rock City (1999)
- Urban International (1999)
- Jennifer Kissed Me (2000)
- Dancehall Dominator (2002)
- Heartbreakdance (2002)
- Best Match (2003)
- Public=Shopping (2004)

## Nagrody i wyróżnienia
| Rok  | Kategoria     | Tytułem     | Nagroda    | Nota | Źródło |
| ---- | ------------- | ----------- | ---------- | ---- | ------ |
| 2004 | Hiphop-albumi | Domesticity | Emma-gaala | Laur | [ 1 ]  |